# Erik Almqvist
Pour les articles homonymes, voir Almqvist.
Erik Anders Almqvist, né le 24 mai 1982, est un homme politique suédois. 

## Biographie
Il est élu député lors des élections générales de 2010. En décembre 2012, il démissionne de son mandat à la suite d'un scandale raciste.